# Genovaitė Babachinaitė
Genovaitė Babachinaitė (* 23. Januar 1944 in Minčia, Landgemeinde Tauragnai, Rajongemeinde Utena) ist eine litauische Juristin und Kriminologin. 

## Leben
1971 absolvierte sie das Diplomstudium der Rechtswissenschaft, 1974 das Diplomstudium in Philosophie und 1976 in Soziologie an der Vilniaus universitetas. 1979 bildete sie sich weiter in Sozialpsychologie. 1980 promovierte sie in Moskau. Von 1971 bis 1992 arbeitete sie als wiss. Mitarbeiterin in der Abteilung für Kriminologie an Teismo ekspertizės mokslo tyrimo institutas. Von 1992 bis  2002 arbeitete im Teisės institutas am Justizministerium Litauens. Seit 2001 ist sie Professorin. Sie lehrt Kriminologie an der Mykolas-Romeris-Universität in Vilnius. Zu ihren Forschungsgebieten gehören die Viktimologie und die Kriminalprävention.

## Werke
- Nepilnamečio asmenybė ir nusikalstamumas, su kt., 1984.
- Nusikaltimų aukų socialinė situacija ir teisinė apsauga Lietuvoje, su kt., 1999.
- Nusikalstamumo prevencijos organizavimo viktimologiniai aspektai, 2000.